# هيروكي شيموادا
هيروكي شيموادا (下和田ヒロキ شيموادا هيروكي, الكتابة الحقيقية لاسمه:下和田裕貴) هو مؤدي أصوات ياباني ولد في 8 أبريل 1976 في ميه.

## أدواره في الأنمي

### مسلسلات أنمي تلفزيونية
- وولفز راين - توبوي
- سنغوكو باسارا - موري رانمارو
- دي جرايمان - ماوسا
- لاف كوم - كازوكي كوهوري
- فتاة التخاطر ران - روي أياسي
- جانباريد أوركسترا - ماساتوشي فوكازاوا
- قصص تاتامي حجم أربعة و نصف - حُصيْن
- كيكايشي - ماجيرو
- باكومان - شويو تاكاهاما
- ميداكا بوكس - كيزاشي يوبارو
- أكاديمية ستيلا للفتيات قسم الثانوية نادي C3 - يويتشي موتشيزوكي
- مغامرة جوجو الغريبة: الماس لا ينكسر - توشيكازو هازامادا

### أفلام أنمي
- سلسلة أفلام توا نو كوون
  - توا نو كوون: الفصل الثالث «عقوبة الأوهام» - توا
  - توا نو كوون: الفصل السادس «الأبد الأبدي» - توا

## أدواره في ألعاب الفيديو
- زون أوف ذي إندرز - ليو ستينباك
- ديفل كينغز - هورنيت

## أدواره في الدبلجة اليابانية
- أبطال النينجا - مياموتو أوساغي
- أبطال ليوكو - أود ديلا روبيا
- هيروز - زاك
- داك المراوغ - كاي تسعة

## وصلات خارجية
- هيروكي شيموادا على موقع IMDb (الإنجليزية)
- هيروكي شيموادا على موقع ميوزك برينز (الإنجليزية)
- هيروكي شيموادا على موقع قاعدة بيانات الفيلم (الإنجليزية)
- هيروكي شيموادا على موقع ANN person (الإنجليزية)